# توقيت أوزبكستان

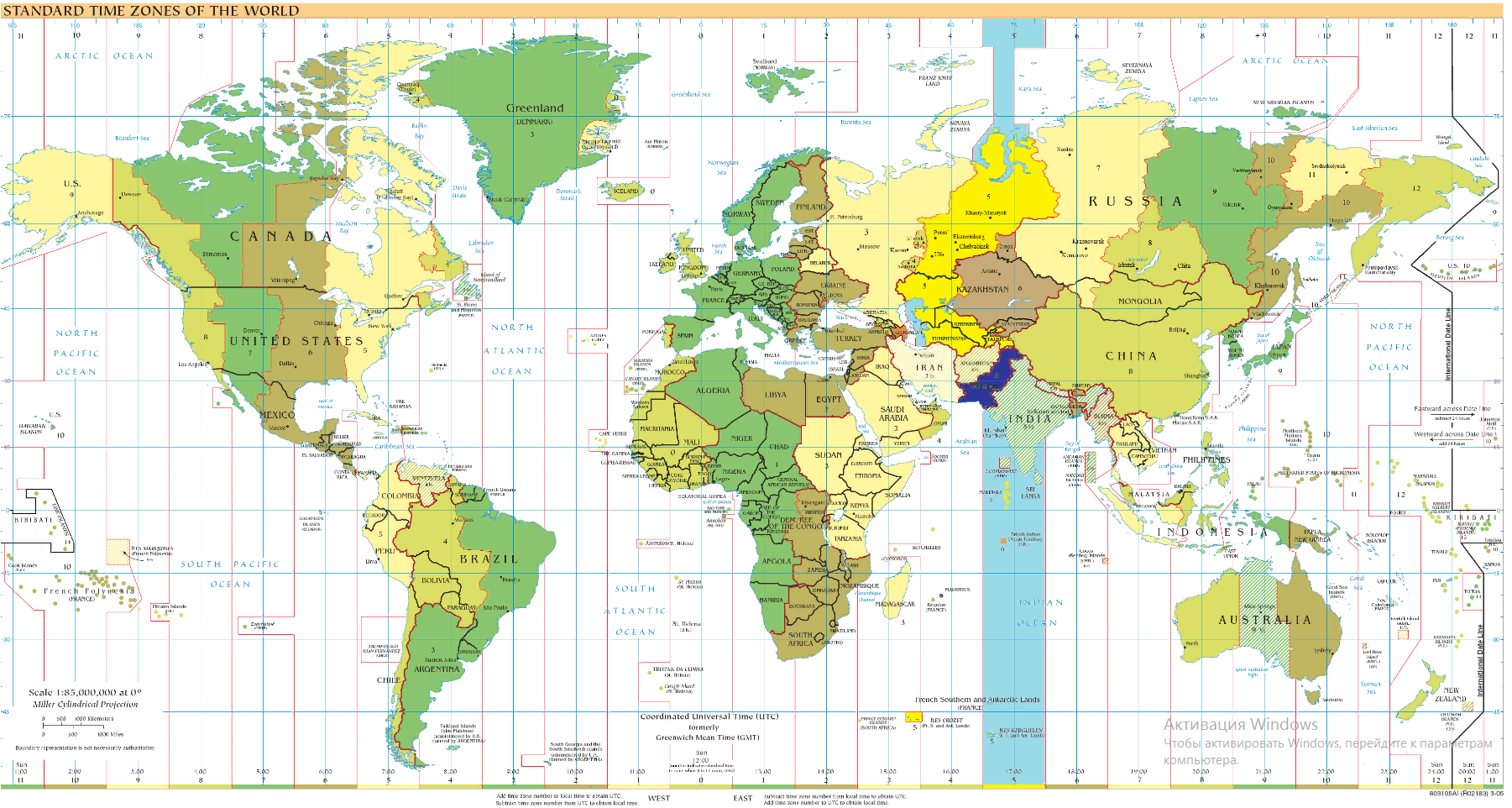

توقيت أوزبكستان هو التوقيت القياسي في أوزبكستان؛ إنه قبل 5 ساعات من التوقيت العالمي المنسق, التوقيت العالمي المتفق عليه 05:00+. لا يستخدم التوقيت القياسي التوقيت الصيفي, على الرغم من وجود نقاش مستمر حول ما إذا كان يجب اعتماده من أجل زيادة وقت الفراغ.
بعد تفكك الاتحاد السوفياتي كانت هناك منطقتان زمنيتان في أوزبكستان. في الحقبة السوفيتية، كانت معظم المناطق الزمنية هي التوقيت الصيفي في الشتاء ووقت النهار المزدوج في الصيف. لاحظ الجزء الغربي من البلاد توقيت سمرقند قبل 5 أو 6 ساعات من التوقيت العالمي المنسق. لاحظ الجزء الشرقي توقيت طشقند 6 أو 7 ساعات قبل التوقيت العالمي المنسق. في عام 1991, لم تتحرك الساعات إلى الأمام في الربيع للحفاظ على التوقيت الصيفي الوحيد في الصيف. في ذلك الخريف، تم اعتماد منطقة زمنية موحدة قبل 5 ساعات من التوقيت العالمي المنسق (UTC).

## اقرأ أيضاً
- توقيت غرينيتش
- منطقة زمنية
- ت ع م+05:00
- أوزبكستان